# Beiselia
Beiselia es un género monotípico de planta  perteneciente a la familia Burseraceae. Su única especie Beiselia mexicana es originaria de México.

## Taxonomía
Beiselia mexicana fue descrita por Lewis Leonard Forman y publicado en Kew Bulletin 42(1): 262. 1987.